# Palma il Vecchio
Palma il Vecchio (1480 nebo 1489 Serina u Bergama – 30. července 1528 Benátky), vlastním jménem Jacopo (Jacomo) Negretti (Negritti) de Lavalle, byl italský malíř působící v období vrcholící benátské renesance. Maloval náboženské a mytologické obrazy, ve kterých dramatičnosti vyobrazených scén dosahoval lyrickou náladou podpořenou zlatistými odstíny vnášenými do typického benátského koloritu. Na rozdíl od Tizianovy psychologické malby měla Negrettiho malba dramatičtější podtext.

## Životopisná data a malířova tvorba
Palma il Vecchio, vlastním jménem Jacopo Negretti de Lavalle, se narodil v nebohaté rodině pastevců, o níž chybějí podrobnější údaje. Jeho otec se jmenoval Antonio Tonolo, jehož přídomek „de la Valle“ nebylo jeho skutečné příjmení, ale označení místa působení malířovy rodiny. Negretto byla přezdívka Comina de Lavalle, malířova praděda, zvaného „Nigro“, tj. „černý“, z rodiny Ruggeri. Ví se také, že malíř měl bratra Bartolomea. Jacopo Negretti byl rovněž prastrýcem malíře zvaného Palma il Giovane (1548/50 ~ 1628). Palma il Vecchio asi na počátku 16. století odešel do Benátek, kde je doložen v notářském zápise z roku 1510. V Benátkách se vyučil v malířské dílně Francesca di Simone da Santacroce (1470/75–1508), člena bergamské komunity v Benátkách. Palma il Vecchio zde proslul typem ženského portrétu zobrazujícího ženy se světlými vlasy. Tento typ portrétu pak opakoval v různých variantách.

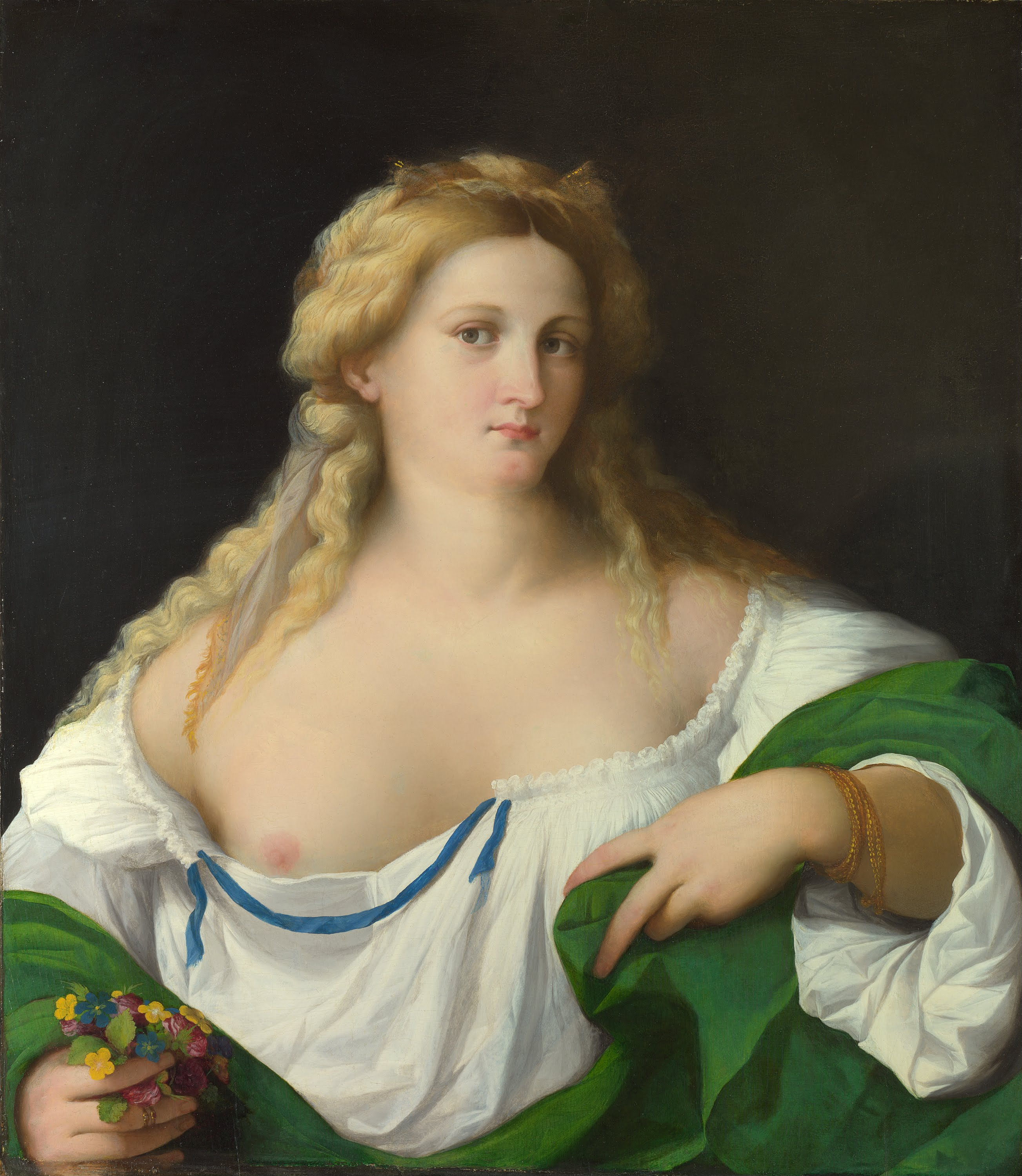
Portrét ženy s blond vlasy (asi 1520, National Gallery, Londýn, V. Británie)

V prvních dvou desetiletích 16. století jeho malířský styl vykazoval poučení na malířských dílech Vittore Carpaccia (1465–1525/26) a Giovanni Belliniho (1424/28–1516). Další podněty čerpal z přátelského vztahu s Lorenzem Lottem (1480/82–1556). Největším přínosem pro Negrettiho tvorbu však byly jeho časté návštěvy u Tiziana (1488/90–1576), který se zamiloval do jeho dcery Violanty. V celoživotní malířské tvorbě se vliv těchto malířů, nevyjímaje ani Giorgiona, projevuje často velmi zřetelně. V časných dílech je to především vliv Vittore Carpaccia, což dokládá Negrettoho obraz Madona s dítětem a dvěma donátory (1510/12, Ermitáž, Petrohrad, Rusko).

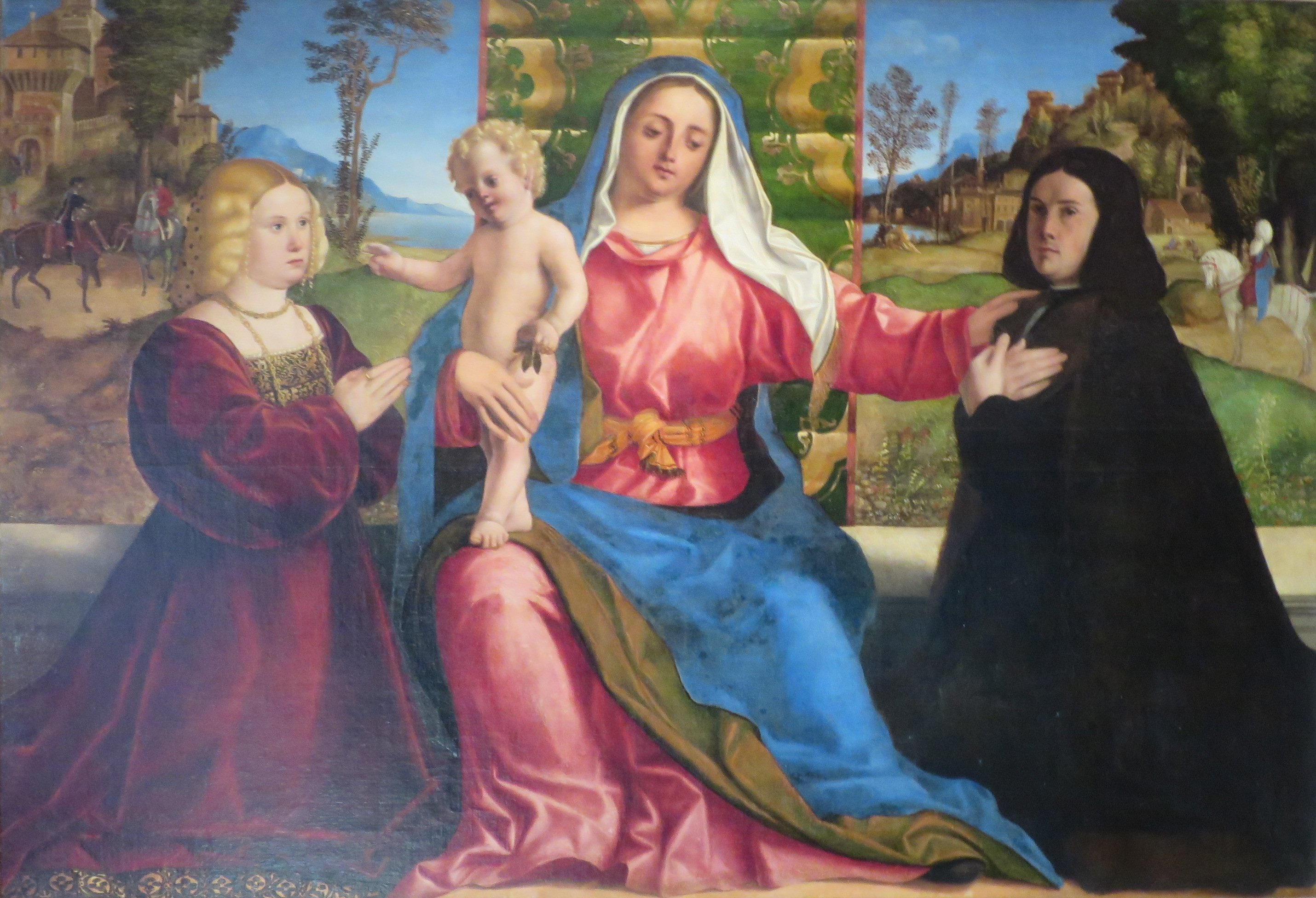
Madona s dítětem a dvěma donátory (1510/12, Ermitáž, Petrohrad, Rusko)

Palma il Vecchio se specializoval na malbu obrazů označovaných jako Sacra conversazione, které s oblibou maloval i Tizian. Palma však své obrazy orientoval horizontálně, přičemž postavy umisťoval do krásné krajiny na pozadí. Dalším Tizianovým oblíbeným motivem byly polopostavy krásných Benátčanek, které Palma převzal. Namalovaným ženám však vtiskl půvab a smyslnost. Vedle Tizianova vlivu lze v Negrettiho mytologických obrazech vidět přetrvávající „giorgionismus“. Dokládá to jeho obraz Venuše s kupidem připomínající Giorgionovu „spící Venuši“. Giorgionův vliv na malbu Palmy il Vecchio byl opravdu nepřehlédnutelný. Pravděpodobně krátce poté, co Giorgione namaloval obrazy Bouře a Tři období života, Palma namaloval podobnou kompozici postav, kterou nazval Alegorie. Obraz, který Palma namaloval mezi roky 1510 a 1515, se dnes nachází v uměleckém muzeu ve Filadelfii.

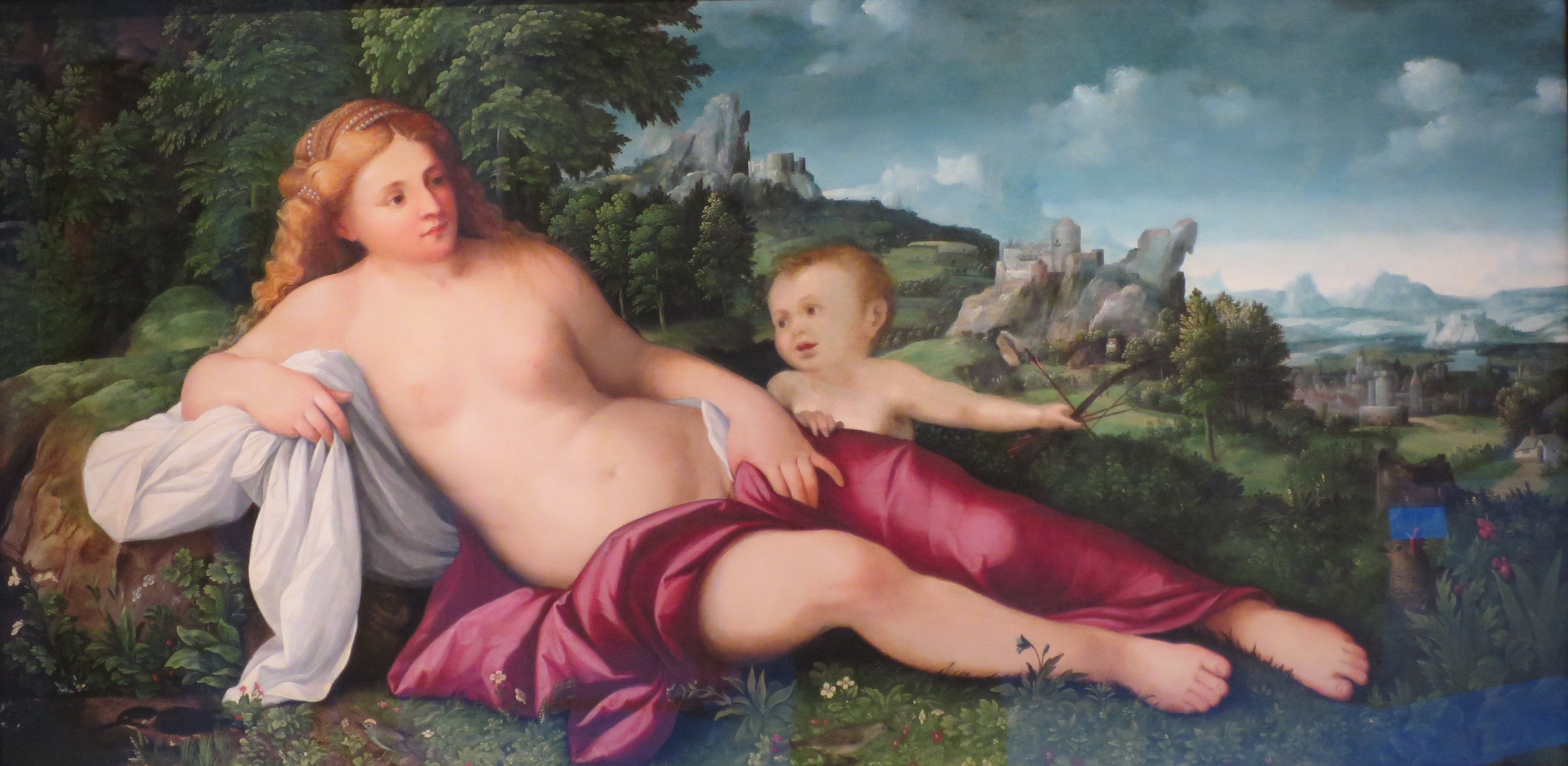
Venuše s kupidem (asi 1515/20, Norton Simon Museum, Pasadena, USA)

Palma il Vecchio rovněž čerpal z pozdější Tizianovy tvorby. Převzal z ní jeho vyjádření plnosti tvarů zobrazených postav, jejich uvolněný pohyb a plné rozvinutí barevných kompozic. Z Michelangelovy tvorby Palma využil robustnosti jím zobrazených postav. Všechny tyto vlivy úspěšně sladil do podoby portrétních a mytologických námětů. Náboženská témata začala vyplňovat jeho tvorbu až ve třetím desetiletí 16. století. Dokládá to nejen Klanění pastýřů (dnes v Louvre, Paříž), ale především oltářní obrazy určené pro benátské, ale i bergamské kostely.

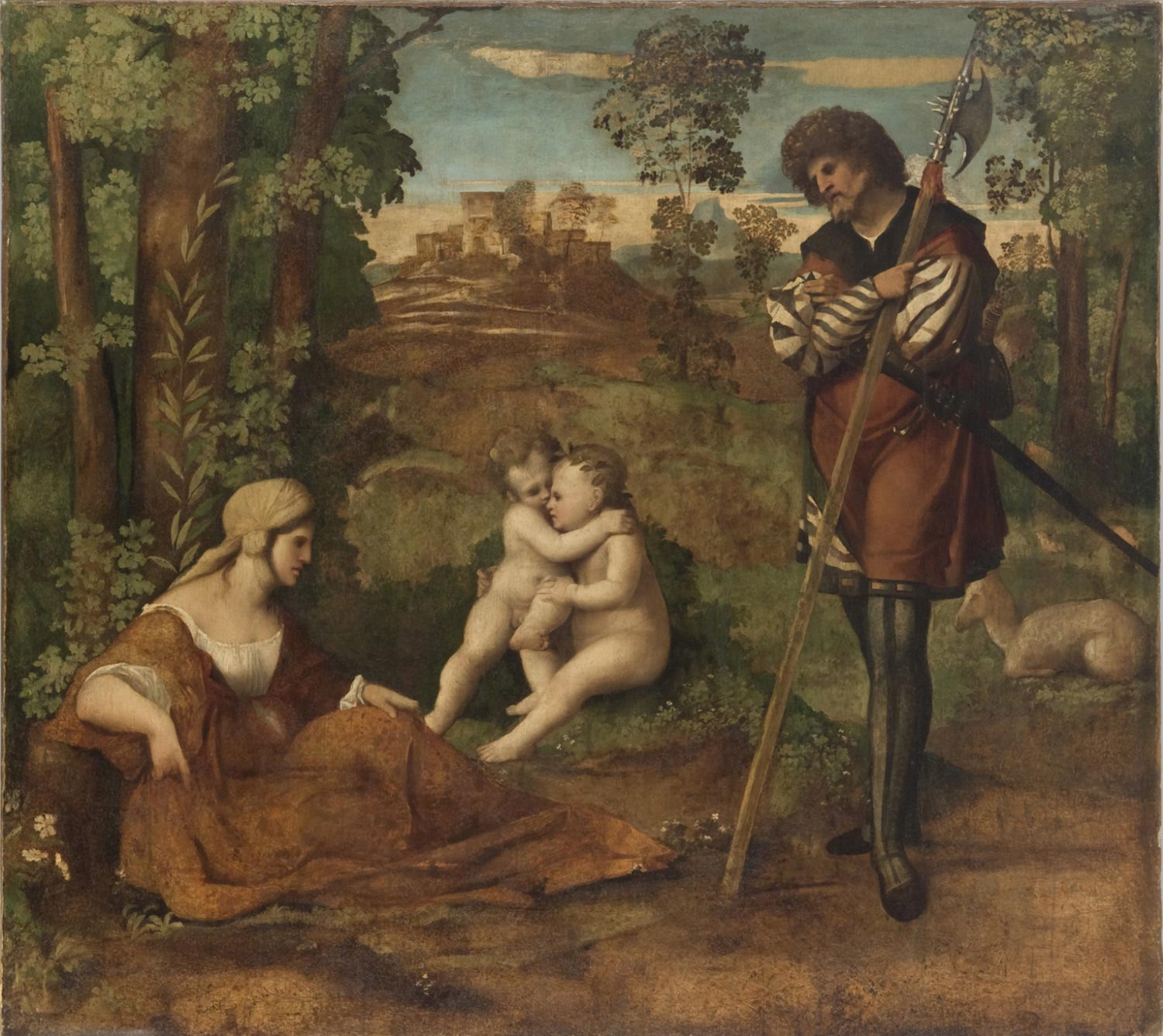
Alegorie (asi 1510/15, Muzeum umění, Filadelfie, USA)

V roce 1521 Palma odešel do svého rodného města, aby se zde zúčastnil svatby svého bratra Bartolomea s jeho druhou manželkou. Po třech letech však bratr náhle zemřel. V roce 1524 se proto Palma vrátil do rodné Seriny, aby se postaral o ovdovělou bratrovu manželku a zbývající členy rodiny. V listopadu 1425 Palma koupil pozemky v Montagnaně a následujícího roku i statek v Serině. V té době měl již v Benátkách dílnu, ve které pracoval Bonifazio de´ Pitati, zvaný Veronese (1487–1553), jeden z jeho žáků. Palmův vliv na jeho tvorbu dokládá obraz Madona s Ježíškem, sv. Janem Křtitelem a sv. Jakubem v obrazárně Arcibiskupského paláce v Olomouci. Tento Bonifaziův obraz lze přímo porovnat s obrazy obdobného tématu, které byly připsány Jacopo Negrettimu (Madona se světci v Národní galerii v Praze a obdobný obraz v Obrazárně Pražského hradu) V červenci 1528 však Palma il Vecchio náhle onemocněl, přičemž 28. července v sepsané poslední vůli vyjádřil přání být pohřben ve Scuola della Spirito Santo, jejíž byl členem. Zemřel v Benátkách o dva dny po sepsání poslední vůle. Svůj majetek odkázal neteři a bratrovým dětem.

## Umělecko-historický význam díla Jacopa Negrettiho de Lavalle, zv. Palma il Vecchio
Palma il Vecchio byl ve své době velmi úspěšným malířem, kterému se podařilo převzít podněty od nejlepších benátských malířů tvořících na počátku 16. století. Kromě tohoto úspěchu však do benátské renesanční malby nevnesl žádné nové podněty. Přesto ho Giorgio Vasari ve svých Životech nejvýznačnějších malířů, sochařů a architektů vysoko hodnotí a tvrdí, že bez umění Palmy il Vecchio by nebylo ani uměleckého projevu velkých malířů 16. století.